# ペガスス座ミュー星
ペガスス座μ星（ペガススざミューせい、μ Peg）は、ペガスス座の恒星で3等星。

## 概要
近くに見えるλ星と見かけの二重星の関係にある。G型の巨星で、ヘリウムの核融合を始めている段階と考えられている。

## 名称
固有名のサダルバリ（Sadalbari）は、アラビア語で「優れているものの幸運（の星）」という意味の saʽd al-bāriʽ に由来する。何に関係した名前であるかは定かではない。2016年8月21日に国際天文学連合の恒星の命名に関するワーキンググループ (Working Group on Star Names, WGSN) は、Sadalbari をペガスス座μ星の固有名として承認した。